# 東条英庵
東条 英庵（とうじょう えいあん、文政4年（1821年） - 明治18年（1885年）7月17日）は、幕末・明治の蘭方医であり兵学者。本名は英、寅、後に礼蔵。号は、白玉、静軒。父は右田毛利家毛利筑前の家臣である東条永玄。

## 略歴
- 1821年（文政4年） 長門国で生まれる。
- 1844年（弘化元年） 適塾で学ぶ。
- 1845年（弘化2年） 江戸へ出て伊東玄朴に学ぶ。
- 1847年（弘化4年） 長州藩の西洋書翻訳御用掛となる。
- 1853年（嘉永6年） 長州藩の藩医となる。
- 1857年（安政4年）4月 蕃書調所で教授職手伝に赴任。
- 1857年（安政4年）11月 軍艦操練所教授方に赴任。
- 1859年（安政6年）1月 幕臣となる。
- 1864年（元治元年） 開成所授職並となり、オランダ語を教えた。
- 維新後は徳川家と共に静岡へ。静岡学問所教授となる。

## エピソード
- 1855年（安政2年）、桂小五郎に中島三郎助を紹介した。[1]

## 著書
- 『練率訓語』
- 『電火銃小解』